# Giffoni Valle Piana
Giffoni Valle Piana község (comune) Olaszország Campania régiójában, Salerno megyében.

## Fekvése
A Monti Picentini Nemzeti Park területén fekszik, egy átlagosan 250 m magas síkságon, a megye északi részén. Határai: Acerno, Calvanico, Giffoni Sei Casali, Montecorvino Pugliano, Montecorvino Rovella, Montella, Pontecagnano Faiano, Salerno, San Cipriano Picentino és Serino.

## Története
A települést a picentinusok alapították: Picenza vagy Picentia néven a legjelentősebb városuk volt. A rómaiak kétszer is feldúlták, először a második pun háborúban, amikor a picentinusok a karthágóiakat támogatták, illetve a római polgárháborúk során. A Nyugatrómai Birodalom bukása után a vidék elnéptelenedett a sorozatos barbár támadások miatt. A 9. század végén népesült be ismét, ekkor a longobárdok fennhatósága alatt volt, akik Szent György tiszteletére egy templomot építettek a településen illetve megépítették a település fölé magasodó várat (Castello). Amikor a normannok Dél-Itáliába érkeztek, Giffoni is a Szicíliai Királyság része lett feudális birtokként. A 19. század elején nyerte el önállóságát, amikor a királyságban felszámolták a feudalizmust.

## Népessége
A népesség számának alakulása:

## Főbb látnivalói
- Santa Maria a Vico-templom - 1935-ben épült
- Castel Rovere
- San Francesco kolostor - a 16. században épült
- az ókori Héraklész-templom romjai